# Aeropuerto de Kōchi Ryōma
El Aeropuerto de Kōchi Ryōma (高知龍馬空港) (IATA: KCZ, OACI: RJOK), también conocido como Aeropuerto de Kōchi (高知空港), es un aeropuerto regional en Nankoku, una ciudad en la Prefectura de Kōchi de Japón. Está ubicado en la costa sureste, cerca de la ciudad de Kōchi.
Las 120ha del aeropuerto albergan una única pista capaz de atender de pequeñas avionetas a aviones medianos. La terminal de 10.900 metros cuadrados está ubicada al norte de la pista. La zona de llegadas está en la planta baja y la de salidas en la primera planta. Hay catorce establecimientos comerciales en el interior de la pequeña terminal. Hay un mirador en la segunda planta del edificio. La forma de transporte desde el aeropuerto es por coche, taxi o bus.

## Historia
El Aeropuerto de Kōchi Ryōma fue inaugurado en 1944 como Aeródromo de Kochi de la Armada Imperial Japonesa y de 1945 a 1952 estuvo bajo mando estadounidense. El aeródromo se convirtió en aeropuerto civil en 1952 y los primeros vuelos comenzaron en 1954.
La pista fue ampliada en 1960 y 1980 y hay planes para ampliarla de nuevo, hasta alcanzar los 2.500 metros y poder acoger a los grandes aviones.

## Datos
- 2.400.000 pasajeros anuales (1.932.000 en 2000)
- 3.000 Tm de carga anuales (2000)
- 13.500 aterrizajes anualmente (2000)
- Tres puertas de embarque atienden a 37 aeronaves

## Aerolíneas y destinos
- All Nippon Airways (Osaka-Itami, Osaka-Kansai, Tokio-Haneda)
- Japan Airlines (Fukuoka, Nagoya-Komaki, Tokio-Haneda)
  - Japan Transocean Air (Okinawa)

## Incidentes y accidentes

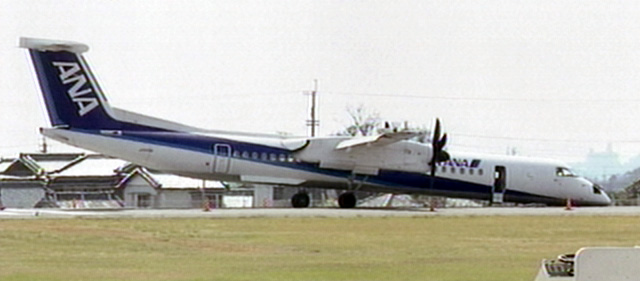
El vuelo 1603 de All Nippon Airways efectúa un aterrizaje de emergencia el 13 de marzo de 2007 al no desplegársele el tren de morro.

13 de marzo de 2007, All Nippon Airways 1603, en ruta de Osaka a Kōchi, aterrizó satisfactoriamente en el Aeropuerto de Kōchi Ryōma cuando no consiguió desplegar el tren de morro. Como resultado, la flota de trece Bombardier DHC-8 de ANA fueron dejados en tierra para una inspección de urgencia.